# Mustla-Nõmme
Mustla-Nõmme is een plaats in de Estlandse gemeente Paide, provincie Järvamaa. De plaats heeft de status van dorp (Estisch: küla)'.
De gemeente Paide vald, waarin Mustla-Nõmme lag, werd in 2017 bij de stadsgemeente Paide gevoegd.

## Bevolking
Het dorp had 29 inwoners op 31 december 2011 en 23 inwoners op 31 december 2021.

## Geschiedenis
Mustla-Nõmme werd pas in 1970 afgesplitst van Mustla. Nõmme (‘Heide’) was een herberg in dit deel van Mustla, die al bestond in 1782.
Tussen 1977 en 1997 maakten Mustla en Mustla-Nõmme deel uit van het buurdorp Võõbu.